# Loi 8 du football
 (mars 2023).

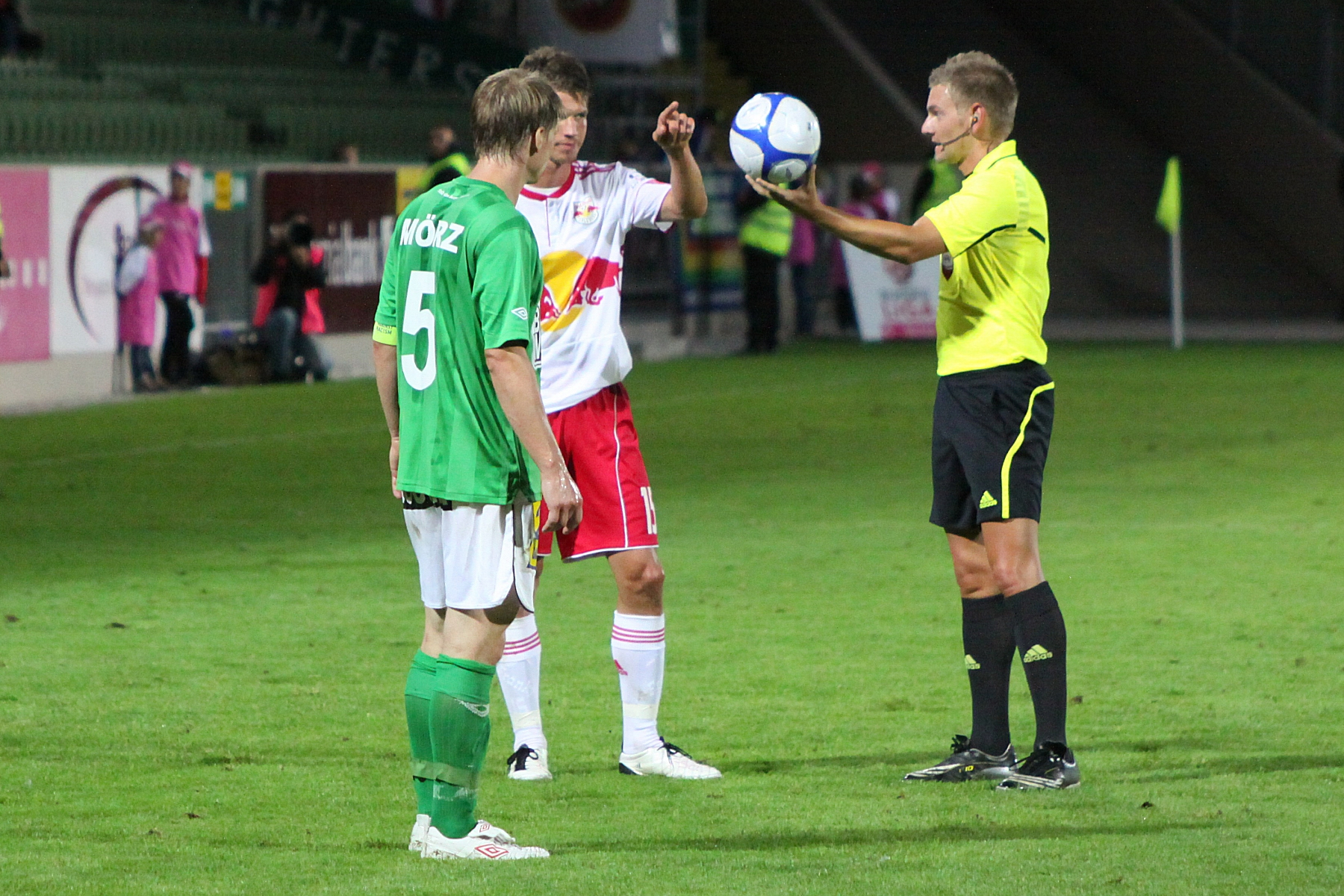
Une balle à terre avant 2019.

La loi 8 du football intitulée « coup d'envoi et reprise du jeu » est l'une des lois du jeu régissant le football et maintenues par l'International Football Association Board (IFAB). Elle définit le coup d'envoi et la balle à terre.

## Loi 8 actuelle
Le coup d'envoi permet de débuter chaque période d’un match ou des prolongations et de reprendre le jeu après qu’un but a été marqué.
Lorsque l'arbitre a interrompu le jeu et qu'il y a coup franc (direct ou indirect), pénalty, rentrée de touche, coup de pied de but ou corner, les reprises de jeu sont régies respectivement par les lois 13 à 17. Dans les autres cas, le jeu reprend par une balle à terre. 
Une infraction commise alors que le ballon n’est pas en jeu ne change en rien la façon dont le jeu doit reprendre. 

### Coup d’envoi
Au début de la première période du match (ou des prolongations), l’équipe qui remporte le toss (pile ou face) choisit soit le but contre lequel elle attaquera, soit de donner le coup d'envoi. L'autre équipe se voit attribuer le coup d'envoi ou le choix du côté du terrain. Au début de la seconde période, les équipes changent de camp. Ce choix peut influencer le match, étant donné que les conditions climatiques (sens et force du vent, position de soleil pour le gardien) peuvent varier au cours de la rencontre. Quand une équipe a marqué un but, c’est l’équipe adverse qui procède au nouveau coup d’envoi. L'équipe n'ayant pas fait le coup d'envoi en première mi-temps en bénéficiera en seconde.

#### Procédure
- tous les joueurs doivent se trouver dans leur propre moitié de terrain, à l'exception de celui qui donne le coup d'envoi, qui peut se trouver dans le camp adverse et jouer le ballon vers l'arrière ;
- les joueurs de l’équipe ne procédant pas au coup d’envoi doivent se tenir au moins à une distance de 9,15 m du ballon tant qu’il n’est pas en jeu ;
- le ballon doit être posé à terre sur le point central et immobile ;
- l’arbitre donne le signal du coup d’envoi ;
- le ballon est en jeu lorsqu'il est botté et a clairement bougé.

Il est possible de marquer un but contre l'équipe adverse directement sur coup d’envoi. Par contre, il y a corner pour l'équipe adverse si le ballon pénètre directement dans le but de l'exécutant.

#### Infractions / Sanctions
Si l’exécutant du coup d’envoi joue le ballon une seconde fois avant que celui-ci n’ait été touché par un coéquipier ou un adversaire, un coup franc indirect est accordé à l’équipe adverse à l’endroit où l’infraction a été commise (un coup franc direct en cas de faute de main).
Pour toute autre infraction à la procédure du coup d’envoi (joueur dans le camp adverse, ou adversaire à moins de 9,15 mètres), le coup d’envoi doit être rejoué (il n'existe pas d'avantage sur un coup d'envoi).

### Balle à terre

#### Procédure
La balle à terre est donnée au gardien de but de l’équipe en défense dans sa surface de réparation si, au moment où le jeu a été arrêté, le ballon se trouvait dans sa surface de réparation, ou la dernière touche de balle a eu lieu dans la surface de réparation. 
Dans tous les autres cas, l’arbitre donne la balle à terre à un joueur de l’équipe qui a touché le ballon pour la dernière fois, et à l’endroit où le ballon a pour la dernière fois été touché par un joueur, un agent extérieur ou un arbitre, tel que précisé au point 1 de la Loi 9. 
Tous les autres joueurs doivent se trouver au moins à 4 m du ballon jusqu’à ce que celui-ci soit en jeu. Le ballon est en jeu lorsqu’il touche le sol. En revanche une fois le ballon en jeu, n'importe quel joueur peut venir disputer la balle (pas nécessairement celui à qui la balle était "destinée").

#### Infractions et sanctions
La balle à terre doit être recommencée si :
- le ballon est touché par un joueur avant d’être entré en contact avec le sol,
- le ballon quitte le terrain de jeu après avoir rebondi sur le sol sans qu’un joueur ne l'ait touché.

Si après une balle à terre le ballon, sans avoir été touché par au moins deux joueurs :
- entre dans le but de l'équipe adverse du joueur ayant joué le ballon, un coup de pied de but est accordé à celle-ci.
- entre dans le but de l'équipe du joueur ayant joué le ballon, un coup de pied de coin est accordé à l'équipe adverse[3].

## Évolution de la loi 8

### Coup d'envoi
Avant la saison 2016/2017, le coup d'envoi devait être donné vers l'avant par un joueur dans son propre camp.
Depuis 2016, il peut être donné vers l'arrière.
Depuis 2017, il n'a plus à se trouver dans son propre camp.

### Balle à terre
Avant 2016, il était possible de marquer un but directement sur une balle à terre.
Avant 2019, tous les joueurs pouvaient se disputer une balle à terre (l'arbitre n'avait pas la possibilité de les sélectionner). Si le ballon se trouvait dans la surface de but, la balle à terre devait être exécutée sur la ligne de la surface de but qui est parallèle à la ligne de but, au point le plus proche de l’endroit où se trouvait le ballon.
Depuis 2019, la balle à terre est donnée à un seul joueur (de l'équipe ayant touché en dernier le ballon hors de surface, ou au gardien de but dans la surface et les adversaires doivent se tenir à quatre mètres).